# Fred Lorenzen
Frederick Lorenzen, Jr. (Elmhurst, 30 dicembre 1934 – Elmhurst, 18 dicembre 2024) è stato un pilota automobilistico statunitense.

## Carriera
Dal 1956 al 1972 corse nella NASCAR Sprint Cup Series, vincendo 26 gare su 32 pole position.

## Riconoscimenti
Fu introdotto nella International Motorsports Hall of Fame nel 2001 e nella NASCAR Hall of Fame nel 2015.